# 南京極駅

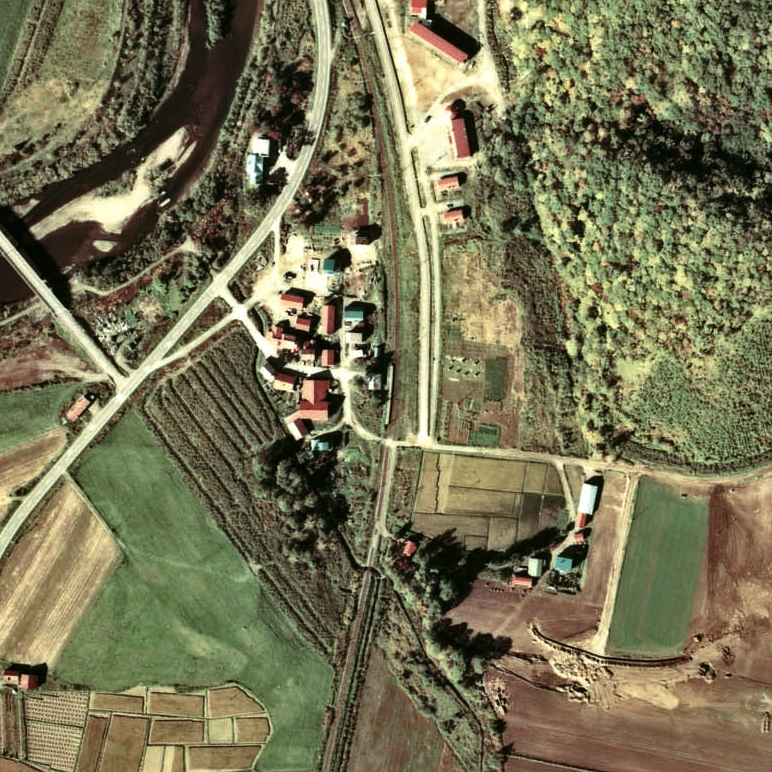
1976年の南京極駅と周囲約500m範囲。下が伊達紋別方面。

南京極駅（みなみきょうごくえき）は、北海道（後志支庁）虻田郡京極町字更進にかつて設置されていた、日本国有鉄道（国鉄）胆振線の駅（廃駅）である。電報略号はミキ。事務管理コードは▲131918。

## 歴史
- 1928年（昭和3年）10月21日 - 胆振鉄道京極駅 - 喜茂別駅（初代）間開通に伴い、川上温泉停留場（かわかみおんせんていりゅうじょう）として開業[1]。旅客のみ取り扱い[1]。
- 1941年（昭和16年）9月27日 - 胆振鉄道が胆振縦貫鉄道に譲渡（合併）される。それに伴い、同鉄道の駅となる。
- 1944年（昭和19年）7月1日 - 胆振縦貫鉄道が戦時買収により国有化され、路線名を胆振線に改称し、同時に駅に昇格[1]。それに伴い、同線の南京極駅となる[1]。同時に一般駅化[1]。
- 1961年（昭和36年）4月1日 - 業務委託駅化[4]。
- 1971年（昭和46年）10月1日 - 貨物・荷物の取り扱いを廃止[1][5]。無人駅となる[6]（簡易委託化[7]）[4]。
- 1986年（昭和61年）11月1日 - 胆振線の全線廃止に伴い、廃駅となる[2]。

### 駅名の由来
旧駅名の「川上温泉（かわかみおんせん）駅」は、駅前に湧出する温泉の名に由来する。その後の胆振縦貫鉄道国有化に際し、「京極村の南にあるので」として「南京極駅」と改名された。

## 駅構造
廃止時点で、単式ホーム1面1線を有する地上駅であった。ホームは、線路の西側（倶知安方面に向かって左手側）に存在した。転轍機を持たない棒線駅となっていた。
無人駅（簡易委託駅）となっていたが、有人駅時代の駅舎が残っていた。駅舎は構内の西側に位置し、ホームから少し離れていた。ホーム中央部分の出入口は階段となっていた。。

## 利用状況
- 1981年度（昭和56年度）の1日当たりの乗降客数は29人[8]。

## 駅周辺
- 国道276号（尻別国道）[10]
- 北海道道97号豊浦京極線[10]
- 南京極郵便局
- 京極町立南京極小学校
- 羊蹄グリーン病院
- 川上温泉 - 駅前を流れる尻別川河畔にある[8]。
- 尻別川[10]
- 羊蹄山（蝦夷富士） - 駅の西[10]。

## 駅跡
2001年（平成13年）時点では広い空地となっており、駅前に植えられていたイチイの木のみが残っていた。2010年（平成22年）時点でも同様であった。

## 隣の駅
日本国有鉄道
胆振線
留産駅 - 南京極駅 - 東京極駅